# Кук, Деннис
Деннис Брайан Кук (англ. Dennis Bryan Cook, 4 октября 1962, Ла-Марк, Техас) — американский бейсболист и тренер, играл на позиции питчера. Выступал в Главной лиге бейсбола с 1988 по 2002 год. Победитель Мировой серии 1997 года в составе клуба «Флорида Марлинс». Занимал пост главного тренера сборной Швеции.

## Биография

### Ранние годы и начало карьеры
Деннис Кук родился 4 октября 1962 года в Ла-Марке в штате Техас. Его отец Уильям был американцем, мать Джанет Эстер ребёнком переехала в США из Швеции. Он окончил старшую школу в Дикинсоне, затем учился в общественном колледже Анджелины в Лафкине. В 1983 году на драфте Главной лиги бейсбола Кук был выбран «Сан-Диего Падрес» в шестом раунде. От подписания контракта он отказался, продолжив учёбу в Техасском университете. В сезонах 1984 и 1985 годов Кук в составе команды играл в студенческой Мировой серии.
В 1985 году он был выбран на драфте клубом «Сан-Франциско Джайентс», начав профессиональную карьеру в фарм-команде «Клинтон Джайентс». В тринадцати матчах Лиги Среднего Запада Кук одержал пять побед при четырёх поражениях с пропускаемостью 3,36. Сезон 1986 года он провёл в команде Калифорнийской лиги «Фресно Джайентс», выиграв двенадцать матчей при семи поражениях с показателем ERA 3,97. По ходу чемпионата 1987 года Кук выступал за «Шривпорт Кэптенс» и «Финикс Файрбердз», продвинувшись до уровня AAA-лиги. Вторую часть сезона 1988 года он пропустил из-за перелома рёбер, сыграв только в двух матчах. В сентябре Кука вызвали в основной состав «Джайентс», лишившийся по разным причинам трёх питчеров. До конца сезона он сыграл за «Сан-Франциско» в четырёх матчах, одержав две победы при одном поражении с пропускаемостью 2,86.

### Главная лига бейсбола
Начало сезона 1989 года Кук провёл в «Финиксе». В июне он был вызван в состав «Джайентс», но в середине месяца перешёл в «Филадельфию» в рамках обмена питчера Стива Бедросиана. В составе «Филлис» он выиграл шесть матчей, проиграв восемь. На старте сезона 1990 года Кук одержал пять побед в шести матчах с пропускаемостью 1,86, проведя две полных игры. Затем последовал спад и тренерский штаб команды перевёл его в буллпен. До середины сентября он принял участие в 29 матчах «Филлис». После того как «Филадельфия» потеряла шансы на выход в плей-офф, клуб обменял Кука в «Лос-Анджелес Доджерс» на кэтчера Даррина Флетчера.
В «Доджерс» конкуренция среди питчеров была очень высокой и Кук не смог пробиться в состав. Большую часть сезона он отыграл за фарм-клубы «Альбукерке Дьюкс» и «Сан-Антонио Мишнс». В Главной лиге бейсбола он сыграл только в двадцати матчах. В декабре 1991 года Кука обменяли в «Кливленд Индианс». В чемпионате 1992 года он сыграл за команду в 32 матчах, в 25 из них выйдя в качестве стартового питчера. Его показатель пропускаемости составил 3,82, он выиграл пять матчей при семи поражениях. В 1993 году Кук сыграл за «Кливленд» в 25 матчах. В июле его отправили в фарм-клуб «Шарлотт Найтс», где он завершил сезон. Зимой он покинул команду и подписал контракт с «Чикаго Уайт Сокс».
В сезоне 1994 года Кук играл реливером, одержав три победы при одном поражении и показателе ERA 3,55. Десятого августа «Уайт Сокс» выставили его на драфт отказов, после чего он вернулся в «Индианс». Второй в карьере период в «Кливленде» у Кука получился коротким. В 1995 году он сыграл за команду только одиннадцать матчей и в июне был обменян в «Техас Рейнджерс». До конца чемпионата он принял участие в 35 играх, сделав два сейва. В 1996 году Кук сыграл в 60 матчах, став лидером команды по этому показателю. Он впервые в карьере вышел на поле в плей-офф, сыграв в двух матчах Дивизионной серии Американской лиги против «Нью-Йорк Янкис».
Перед началом сезона 1997 года Кук подписал контракт с «Флоридой». Играя в роли сетап-реливера, он принял участие в 59 матчах регулярного чемпионата, одержав одну победу при двух поражениях с пропускаемостью 3,90. «Марлинс» по итогам сезона вышли в плей-офф, где Кук сыграл заметную роль в победах в Дивизионной и Чемпионской сериях. В победной Мировой серии против «Кливленда» он принял участие в трёх играх, не пропустив ни одного очка.
После победы в Мировой серии «Марлинс» распродали игроков основного состава. Кук перешёл в «Нью-Йорк Метс», где стал одним из ключевых реливеров команды. В сезоне 1998 года он сыграл в 73 матчах с показателем пропускаемости 2,38, лучшим в составе. После окончания чемпионата клуб подписал с ним новый трёхлетний контракт на сумму 6,6 млн долларов. В 1999 году он одержал десять побед при пяти поражениях в регулярном чемпионате, а также сыграл в четырёх матчах плей-офф, где «Метс» дошли до Чемпионской серии Национальной лиги.
По ходу сезона 2000 года роль Кука в игре «Метс» сократилась. Он выиграл шесть матчей при трёх поражениях, но его пропускаемость выросла до 5,34. Он не сумел реализовать шесть возможностей для сейва. Команда по итогам регулярного чемпионата вышла в плей-офф, где Кук выходил на поле в шести матчах, в том числе трёх в Мировой серии. В межсезонье клуб пытался обменять 38-летнего питчера, но другие команды лиги им не заинтересовались. Сделка состоялась 11 июня 2001 года — Кука и Терка Уэнделла отправили в «Филадельфию» в обмен на Брюса Чена и Адама Уокера. В составе «Филлис» до конца сезона он сыграл девятнадцать матчей. Последним клубом в карьере Кука стали «Анахайм Энджелс». В 2002 году он принял участие в 37 играх, пропустив два месяца из-за частичного разрыва суставной губы плеча.
Суммарно Кук провёл в Главной лиге бейсбола пятнадцать сезонов, сыграв в составе девяти клубов. В 665 сыгранных матчах он одержал 64 победы при 46 поражениях. В период выступлений в Национальной лиге он проявил себя на бите, отбивая с эффективностью 26,4 % и набрав девять RBI.

### Тренерская деятельность
Закончив играть, Кук начал тренерскую карьеру в роли ассистента в Техасском университете. Три года он был главным тренером команды школы Лейк-Тревис. В 2009 году он возглавил сборную Швеции. Команда под руководством Кука выступала на Кубке мира и трёх чемпионатах Европы, где лучшим её результатом стало пятое место в 2010 году. Весной 2016 года во время квалификационного турнира Мировой бейсбольной классики он был консультантом сборной Германии.
По состоянию на 2018 год Кук с семьёй проживал в Остине и работал тренером питчеров клуба летней студенческой Лиги Кейп-Код «Чатем Энглерс».